# تحجر

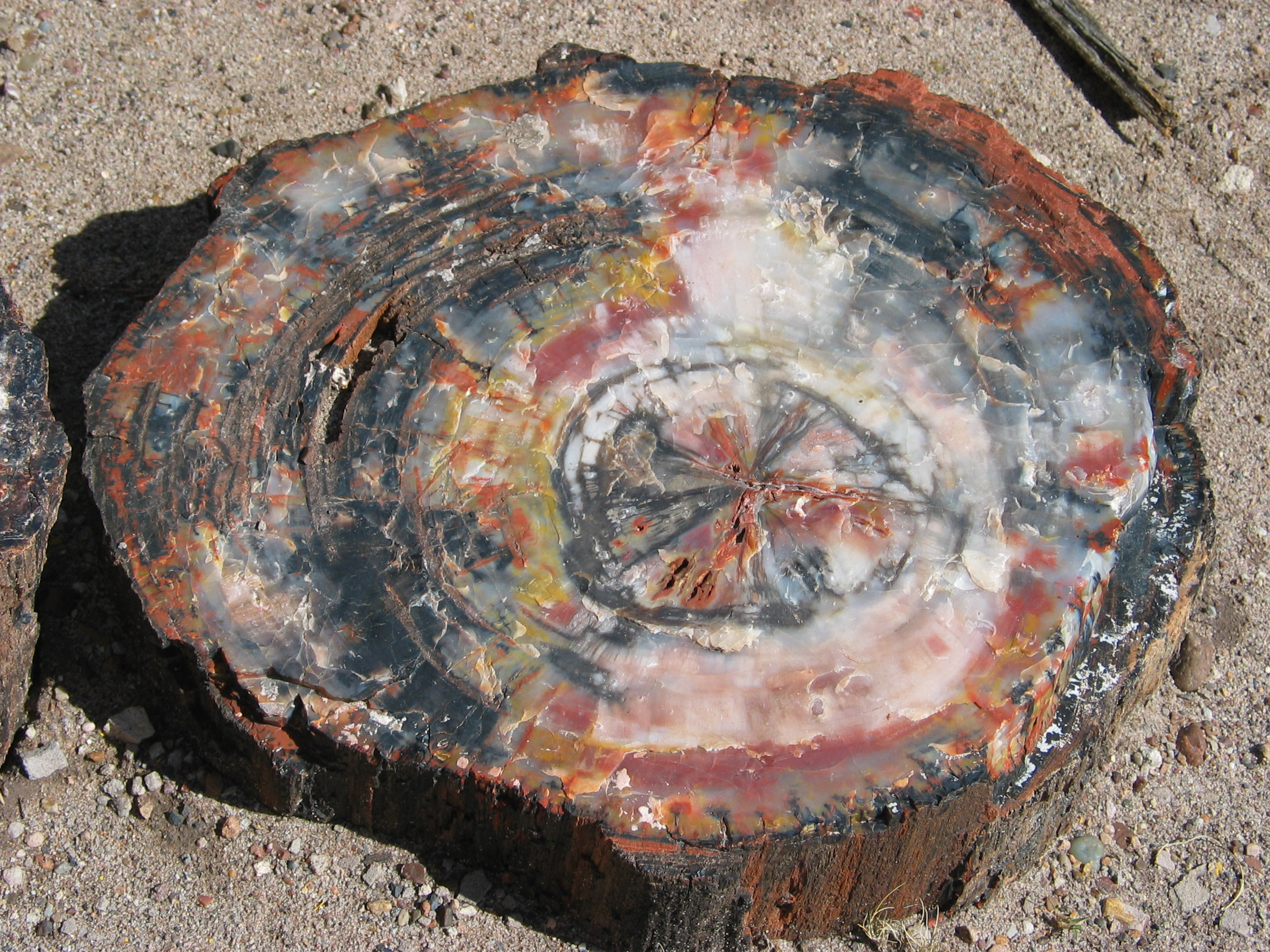
خشب متحجر.

التحجّر أو التصخّر هي العملية التي تحدث للمواد العضوية فتتحول ببطء شديد لأحجار من خلال إحلال المواد العضوية وامتلاء مكانها بمواد معدنية وهي عملية مُمكنة الحدوث لكل الكائنات من حيوانات ونباتات وبكتيريا أيضاً. هذه العملية دائماً تحتاج توافر مياه تحمل مواد معدنية كثيرة أي تكون غنية بالمواد المعدنية مثل كوارتز وسيليكا وكالسيت   وكربونات الحديد وفوسفات الكالسيوم وماغنيسيوم وغيرها.

## الطرق

### ترسيب المعادن
هي الطريقة الأكثر شيوعاً للتصخر وتُدعى ترسيب المعادن(بالإنجليزية: permineralization)‏. فبعد أن تتفسخ أنسجة الكائن الطرية في الرواسب، تتبقى الاجزاء الصلبة وبالأخص العظام. يتسرب الماء إلى البقايا؛ وتتسرب المعادن الذائبة في المياه للمسامات التي تقع ضمن البقايا حيث تتكوًن البلورات. تُسبب هذه المعادن المتبلورة تصلبَ البقايا حين تكون داخل الصخور الرسوبية المُغطاة، وبالتالي تُعطي صورة مماثلة للكائن الحي بعد تحلله. هُناك طريقتان شائعتان للتمعدن وهما التسلكن والتحجر البيريت.

#### التسلكن
التسلكن أو السلكنة (بالإنجليزية: Silicification)‏، هي العملية التي تحدث للمواد العضوية فتمتلئ بالسليكا أو إحلالها محل أي مادة معدنية أخرى.

#### تحجر البيريت
تحجر البيريت (بالإنجليزية: Pyritization)‏، هي عملية مُشابهة للتسلكن، لكن بدلاً منها يترسب الحديد والكبريت في مسامات الكائن الحي. تحدث هذه العملية عندما يُدفن الكائن في الرواسب التي تحتوي على نسبة عالية من كبريتيد الحديد في البيئات البحرية. بعد ذلك تُطلق الكائنات بعد تحللها مادة الكبريتيد الذي يتفاعل مع الحديد المذاب في البيئة المحيطة بها. ومن ثم يتم استبدال الكربونات الخارجة بالبيريت بسبب تركيز البيريت العالي مقارنة بتركيز الكربونات في المياه المحيطة بها.

### الاستبدال
الاستبدال (بالإنجليزية: Replacement)‏، هي الطريقة الثانية من طرق التحجر بعد التمعدن، وهي الطريقة التي تُستبدل المعادن في المياه الجوفية بالمعادنَ التي تُكوِّن البقايا الجسدية بعد أن تُذيب المياهُ الأجزاء الصلبة الأصلية من الكائن بصورة تامة.